# Luca Pacioni
Luca Pacioni (n. Gatteo, Itália, 13 de agosto de 1993), é um ciclista italiano que actualmente corre para a equipa italiana Neri Sottoli-Selle Italia-KTM.

## Palmarés
2015 (como amador)
- Troféu Cidade de Castelfidardo

2017
- 1 etapa do Tour da China I

2018
- 1 etapa da Tropicale Amissa Bongo
- 1 etapa do Tour de Taiwán
- 1 etapa do Tour de Langkawi